# Heidi und Erni
Heidi und Erni ("Heidi ed Erni") è una serie televisiva tedesca ideata da Peter Weissflog. e prodotta dalla Neue Deutsche Filmgesellschaft, che è stata trasmessa dal 1992 al 1993 dall'emittente televisiva ARD 1 (Das Erste). Protagoniste della serie sono le attrici Heidi Kabel ed Erni Singerl; altri interpreti principali sono Petra Welteroth e Werner Asam.
La serie consta di 36 episodi. I primi 32 episodi andarono in onda dal gennaio all'aprile 1992, mentre gli ultimi 4 furono trasmessi tra il giugno e il luglio 1993: il primo episodio, intitolato Zwei hoffnungsvolle Witwen, fu trasmesso in prima visione il 3 gennaio 1992; l'ultimo, intitolato Dem einen sind Uhl - ist dem anderen sin Nachtingall, fu trasmesso in prima visione il 17 luglio 1993.

## Trama
Heidi ed Erni sono due donne (la prima originaria di Amburgo), la seconda della Baviera) che sono state entrambe sposate con Georg Käslinger: venuite a conoscenza della cosa solo dopo la morte dell'uomo, devono ora gestire in comune l'eredità di quest'ultimo, consistente in particolare in una casa sul lago.

## Episodi
| Stagione       | Puntate | Prima TV Germania | Prima TV Italia |
| -------------- | ------- | ----------------- | --------------- |
| Prima stagione | 36      | 1992              | inedita         |